# Баррейриньяс

Баррейриньяс на карте штата.

Баррейриньяс (порт. Barreirinhas) — муниципалитет в Бразилии, входит в штат Мараньян. Составная часть мезорегиона Север штата Мараньян. Входит в экономико-статистический микрорегион Ленсойс-Мараньенсис. Население составляет 54 930 человек на 2010 год. Занимает площадь 3 024,019 км². Плотность населения — 18,16 чел./км².

## Демография
Согласно сведениям, собранным в ходе переписи 2010 г. Национальным институтом географии и статистики (IBGE), население муниципалитета составляет:
| Полное население                               | Полное население                               | Полное население                               | Полное население                               | 54 930 |
| ---------------------------------------------- | ---------------------------------------------- | ---------------------------------------------- | ---------------------------------------------- | ------ |
| в том числе:                                   | Городское население                            | 22 053                                         | Процент городского населения, %                | 40,15  |
|                                                | Сельское население                             | 32 877                                         | Процент сельского населения, %                 | 59,85  |
|                                                | Мужское население                              | 28 132                                         | Процент мужского населения, %                  | 51,21  |
|                                                | Женское население                              | 26 798                                         | Процент женского населения, %                  | 48,79  |
| Плотность населения, чел/км²                   | Плотность населения, чел/км²                   | Плотность населения, чел/км²                   | Плотность населения, чел/км²                   | 18,16  |
| Население муниципалитета в % к населению штата | Население муниципалитета в % к населению штата | Население муниципалитета в % к населению штата | Население муниципалитета в % к населению штата | 0,84   |

По данным оценки 2016 года, население муниципалитета составляет 60 588 жителей.

## История
Город основан 29 марта 1938 года.

## Статистика
- Валовой внутренний продукт на 2014 год составляет 380 737 000,00 реалов (данные: Бразильский институт географии и статистики)[1].
- Валовой внутренний продукт на душу населения на 2014 год составляет 6385,75 реалов (данные: Бразильский институт географии и статистики)[1].
- Индекс человеческого развития на 2010 год составляет 0,570 (данные: Программа развития ООН)[2].